# Evangelische Kirche (Dornheim)

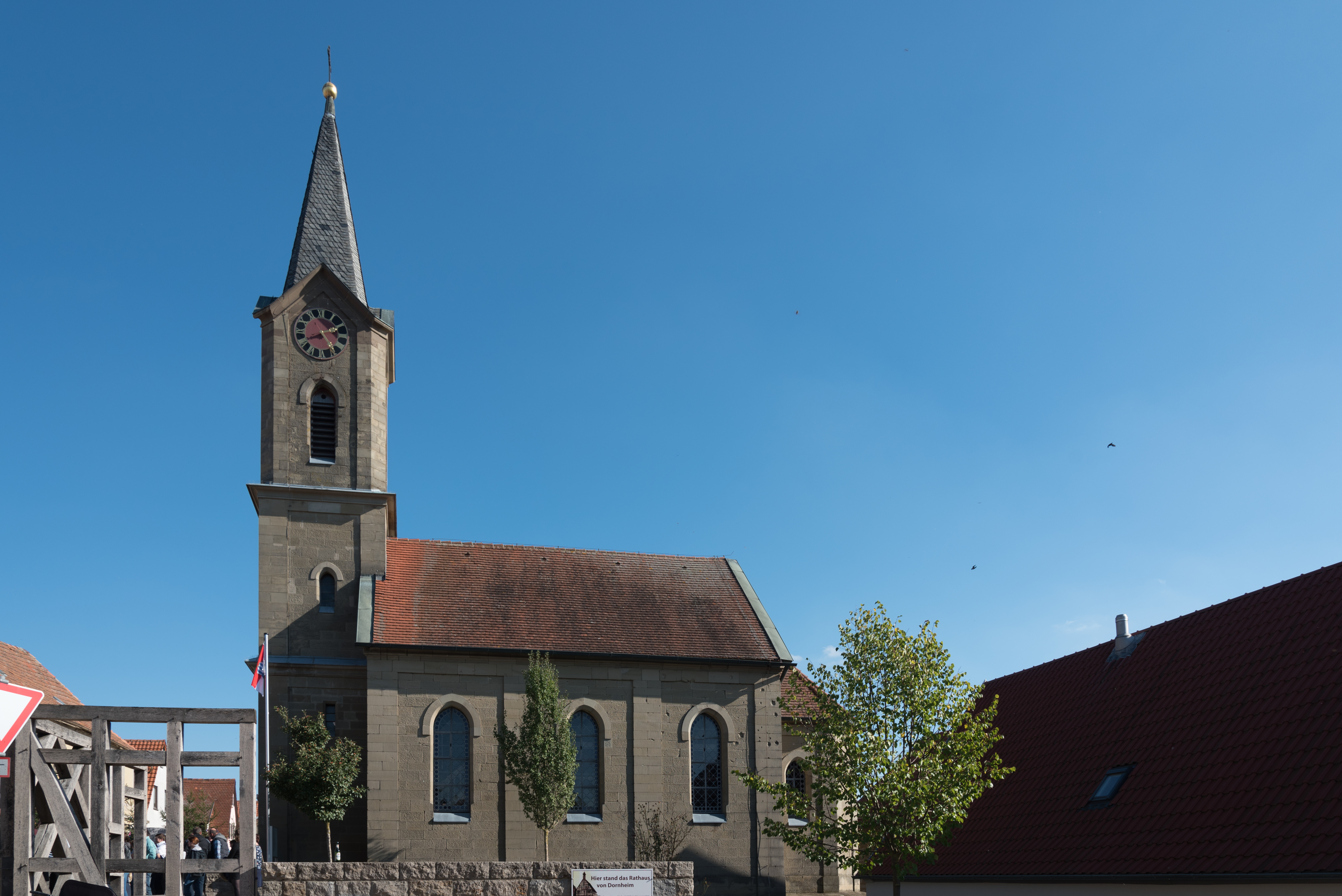
Die Kirche in Dornheim

Die Evangelische Kirche  im unterfränkischen Dornheim ist das evangelisch-lutherische Gotteshaus des Iphöfer Gemeindeteils. Sie steht an der Altmannshäuser Straße inmitten des Dorfes und gehört zum Dekanat Markt Einersheim. Im Ort existiert außerdem die ältere Laurentiuskirche. 

## Geschichte
Lutherische Traditionen in Dornheim gehen auf die Zeit der Reformation zurück. Damals, zwischen 1557 und 1627, wirkten insgesamt acht evangelische Pfarrer in der Laurentiuskirche. Durch die kriegerischen Auseinandersetzungen im Dreißigjährigen Krieg wurde das Dorf zu Beginn des 17. Jahrhunderts wieder katholisch, die lutherischen Pastoren wurden vertrieben. Dennoch lebten im Ort weiterhin auch evangelische Christen, die Gottesdienste in Mönchsondheim und Nenzenheim besuchten.
Im Jahr 1820 pfarrte man die lutherischen Dornheimer nach Hellmitzheim aus. Bereits am Ende des 18. Jahrhunderts, als die katholische Pfarrkirche neu errichtet werden sollte, hoffte man, dass künftig ein Simultaneum, eine gemeinsame Nutzung der Kirche für beide Konfessionen, möglich werden würde. Die Herrschaft der Fürsten von Schwarzenberg untersagte aber ihren Untertanen die Anstellung eines evangelischen Pfarrers, das Simultaneum wurde endgültig 1845 aufgegeben.
Die evangelische Gemeinde plante ab der Mitte des 19. Jahrhunderts die Errichtung einer eigenen Kirche. Hierzu begann man 1848 in einer Kollekte zu sammeln. Insgesamt wurden 3499 Gulden und 28 Kreuzer eingenommen, sodass mit dem Bau eines eigenen Gotteshauses begonnen werden konnte. Im Jahr 1856 erwarben die Dornheimer ein Grundstück im Ortskern. Zwei Jahre später, 1858, erfolgte die Grundsteinlegung. Erstmals läutete man die Glocken der neuen Kirche am 7. März 1859.
Die evangelische Kirche ist immer noch Filiale der Pfarrei Hellmitzheim. Sie überstand, anders als die nahe katholische Kirche, den Zweiten Weltkrieg nahezu unbeschadet. Eine umfassende Renovierung des Gotteshauses nahm man zwischen 1972 und 1975 vor. Die lutherische Kirche wird vom Bayerischen Landesamt für Denkmalpflege als Baudenkmal eingeordnet.

## Architektur
Die Kirche ist ein schlichter Saalbau mit eingezogenem Chor. Sie ist nicht geostet, sondern wurde nach Süden ausgerichtet. Am Bau überwiegen neogotische Elemente. Der Nordturm bildet den Eingang ins Innere. Die Geschosse des Turmes sind durch Gesimse auch äußerlich erkennbar, der Turm schließt mit einem spitzen Helm ab. Die einzelnen Joche des Langhauses sind durch schlichte Sandsteinpilaster gegliedert. Die Kirche von sechs Rundbogenfenstern belichtet.
Oberhalb des Nordportals lautet eine Inschrift: „Dieses Gotteshaus wurde Erbaut im Jahre 1858 Psalm 93.05. Dein Wort ist eine recht Lehre Heiligkeit ist die Zierde deines Hauses ewiglich“.

## Ausstattung
Im Inneren überwiegen noch die neugotischen Elemente, die bereits zur Zeit der Errichtung nach Dornheim kamen. Den Mittelpunkt des Chores bildet der Altar mit dem Bild der Kreuzigung. Es wurde vom Ansbacher Maler Wilhelm Braun geschaffen und zeigt zu den Füßen des Gekreuzigten Maria, Johannes und Maria Magdalena. Ebenfalls aus dem ausgehenden 19. Jahrhundert stammen die Kanzel, der Taufstein, das Orgelgehäuse und das Vortragekreuz. Die Einheitlichkeit der Ausstattung wird durch die goldene Bemalung aller Objekte verdeutlicht.